# ウラニボリ

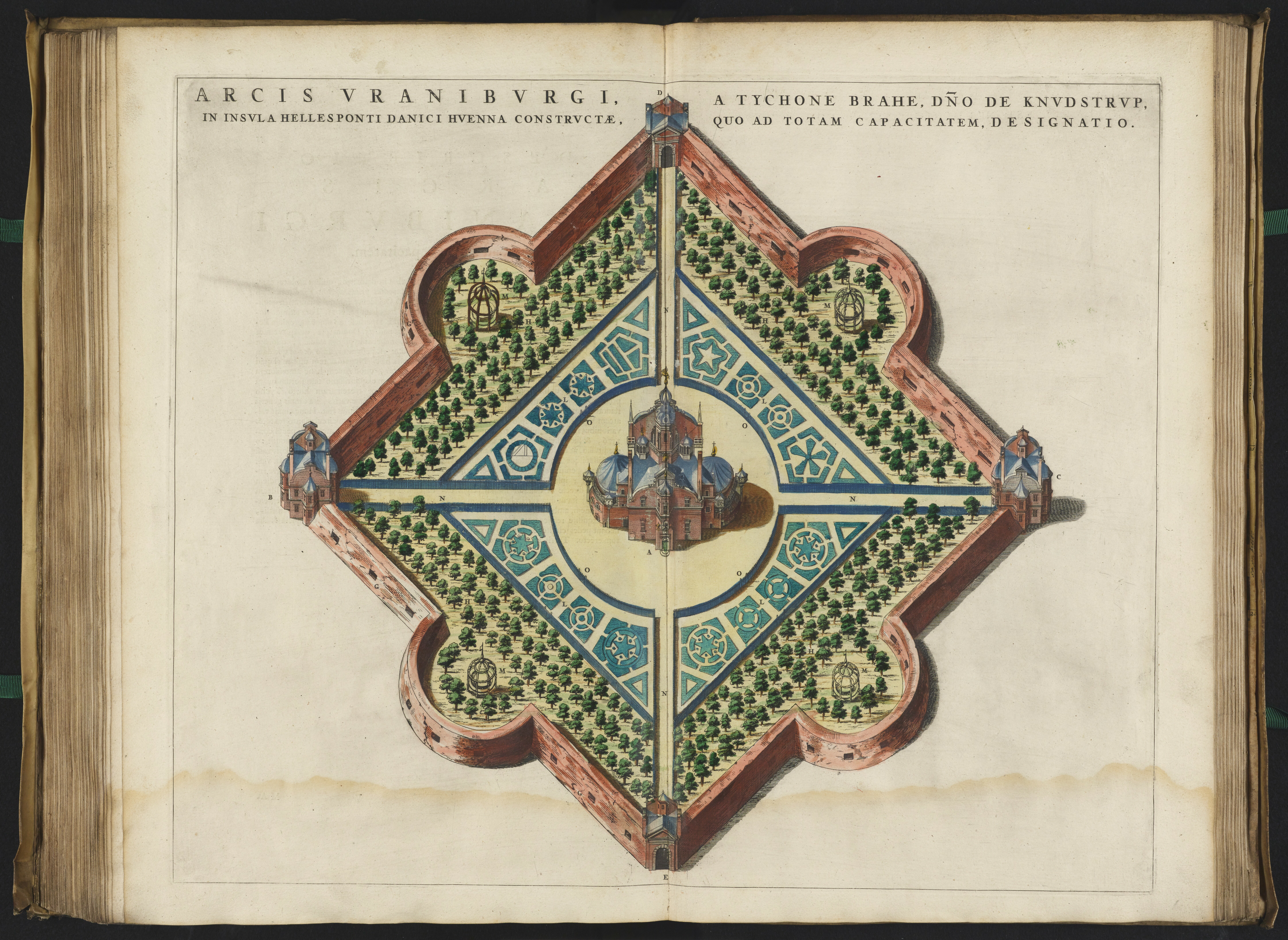
ブラーエの著書Astronomiae instauratae mechanica (1598)に描かれたウラニボリ

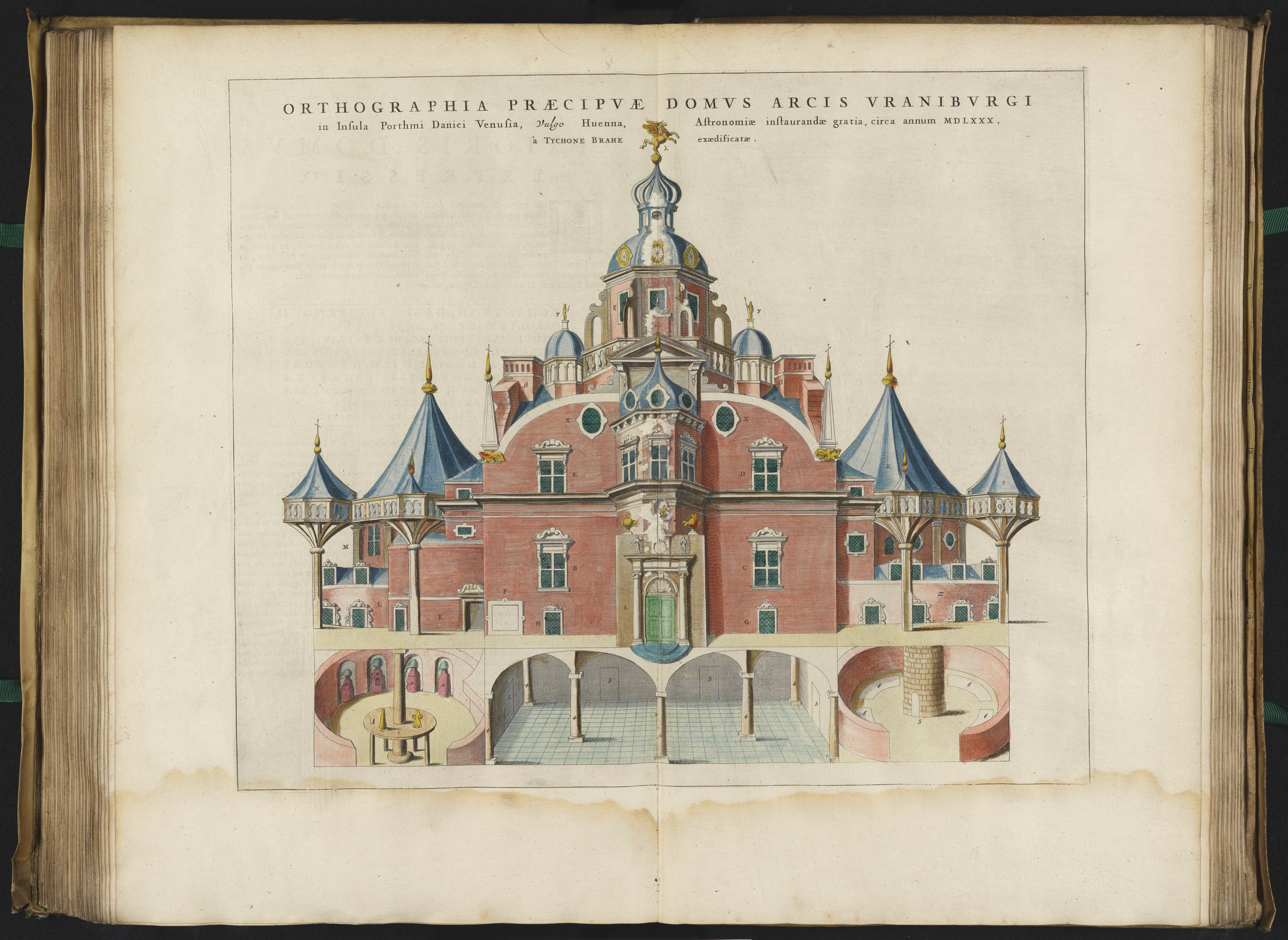
ジョアン・ブラウの著書Atlas Major (1663)に描かれたウラニボリ

ウラニボリ(Uraniborg)は、ティコ・ブラーエが設立、運営したデンマークの天文観測所、錬金術の研究所である。1576年頃から1580年頃に当時はデンマーク領であったスウェーデンのエーレスンド海峡にあるヴェン島に建設された。後に拡張され、隣接地の地下にスターニボリが作られた。
ティコがデンマーク王の支持を失った後の1597年にウラニボリとスターニボリは放棄された。彼は国を去り、死後の1601年に施設は破壊された。ヴェン島はその後スウェーデンに奪われ、ウラニボリの天文観測機能を代替する施設として、1642年にコペンハーゲンのラウンドタワーが落成した。

## 歴史
ウラニボリは、天文学のムーサであるウーラニアーに捧げられ、「ウーラニアーの城」という意味の言葉が命名された。望遠鏡を主要機器としないものは最後ではなかったが、近代ヨーロッパで初めての特注の観測施設であった。1576年8月8日に礎石が設置された。
ウラニボリのメインの建物は一辺約15mの正方形で、主に赤レンガで作られた。半円形の塔がメインの建物の南北に配置され、全体として長方形に見えるようになっていた。
建物のプランとファサード、また周囲の庭のプランは、ティコが慎重に指定した比率で、格子状に設計された。これらの比率は、天文学の護符としてのウラニボリの機能として、太陽と木星の影響を増大させることにより、館内の職員の健康を増進させることを意図したものかもしれない。1階には4つの部屋があった。そのうちの1つはブラーエ一家が住んでおり、残りの3つは訪れた天文学者のためのものだった。北塔には台所、南塔には図書館があった。2階には、大部屋が1つと小部屋が2つあった。大部屋は王族用の部屋であり、1590年3月20日にはスコットランド王ジェームズ6世（後のイングランド王ジェームズ1世）が訪れた。塔の2階には、建物の外またはこの階のドアから繋がる場所に主要な観測機器が収められていた。木製のポストで支えられたバルコニーには追加の機器が収められており、建物から若干遠くにあるため、広い視角が確保できている。3階はロフトになっており、学生用の8つの小部屋に分けられている。塔では屋根が3階の高さにある。ただし、もう1本の塔が建物中央のロフトから建っている。見晴台に似ており、3階から螺旋階段で上ることができる。さらに、大きな地下室もあり、一端は錬金術の研究室、もう一端は食料、食塩、燃料の倉庫となっていた。

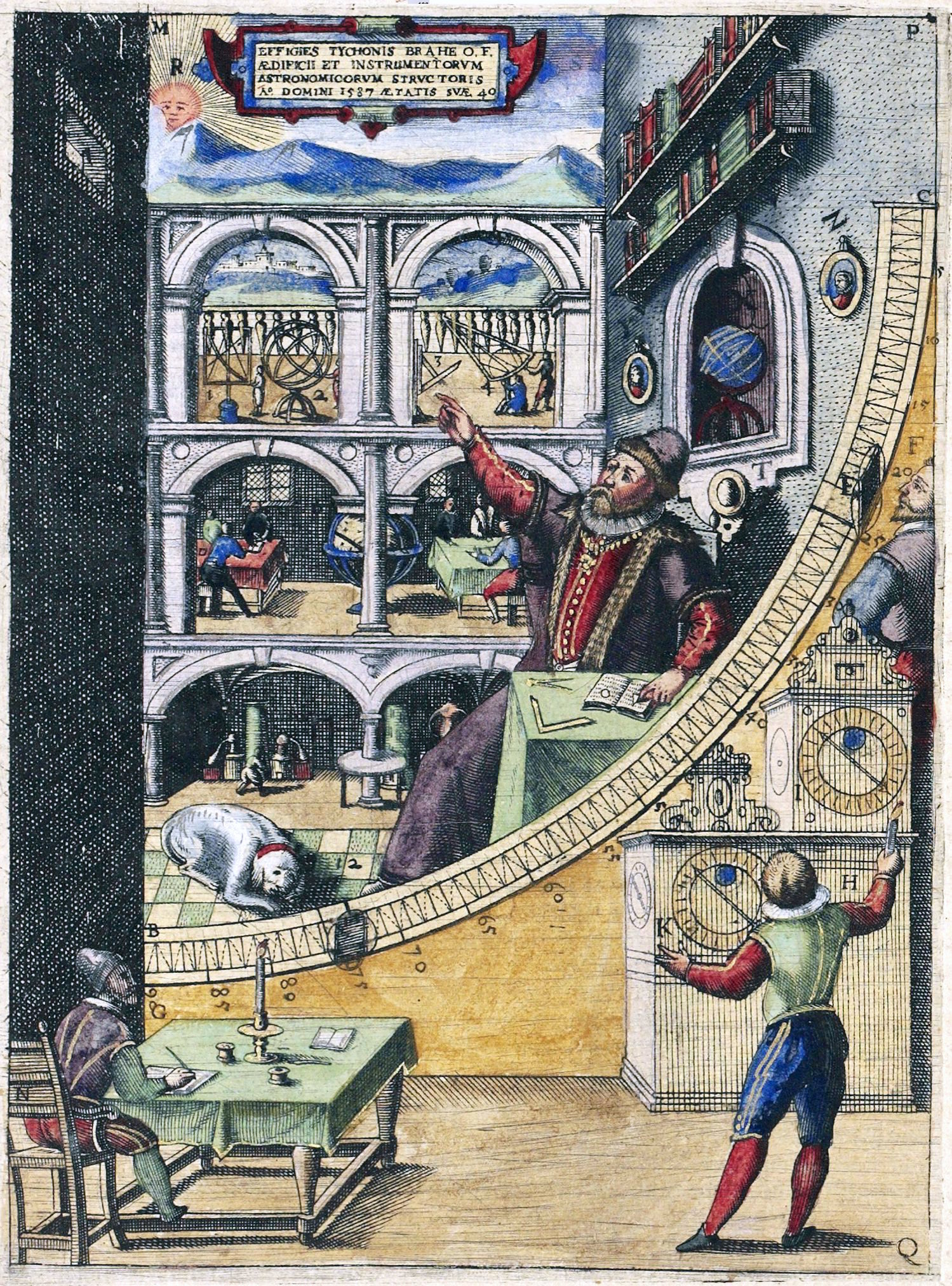
Astronomiae instauratae mechanica (1598)に描かれた象限儀

南側と北側の壁には大きな象限儀が取り付けられており、子午線を通過する際の高度が測定された。これを含め、観測所の機器の多くは、1598年に発行されたティコの著書Astronomiae instauratae mechanicaに詳細が記載されている。
幅75m、高さ5.5mの大きな壁でウラニボリを囲む計画であったが、これは建設されず、その代わりに高い土塁が作られた。この土塁はその後も残り、観測所があった場所の唯一の残骸となっている。ウラニボリの建物と土塁の間には、パルテールがあった。この庭は装飾的であっただけでなく、ティコの医化学実験に用いるハーブも供給していた。現在は、この場所から発見されたかティコの著書から同定された植物の種を用いて、庭が作り直されている。戸口には、彼自身の印刷工房と島の刑務所が組み入れられた。
壁の外側には、製紙工場に動力を供給する養殖池等があった。
ウラニボリは非常に高額のプロジェクトで、建設には州の予算の約1%が投じられたと推計されている。
建設直後に、塔に設置した機器が風により容易に動くことが明らかとなった。ティコはより適した観測施設の建設に着手し、完全に地下にあり、居住スペースを持たないより小規模な施設であるスターニボリが建設された。基本的なレイアウトはウラニボリと似ており、似た形の壁で囲まれているが、囲まれている面積はずっと小さい。機器は全て地下に置かれ、上部をシャッターかドームで覆われた。
新しいデンマーク王クリスチャン4世からの財政支援が打ち切られ、ウラニボリとスターニボリを含むヴェン島は1597年に放棄され、1601年のティコの死後すぐに破壊された。1950年代にスターニボリの考古学的発掘調査が行われ、1985年から観測所の復元が進められた。復元されたスターニボリと、庭園が復元されたウラニボリ跡地はティコ・ブラーエ博物館に組み込まれている。スターニボリでは現在はマルチメディアショーを提供している。